# LEVEL3
Albums de Perfume
JPN
(2011) Cosmic Explorer
(2016)
Singles
1. Spring of Life
Sortie : 11 avril 2012
2. Spending All My Time
Sortie : 15 août 2012
3. Mirai no Museum
Sortie : 27 février 2013
4. Magic of Love
Sortie : 22 mai 2013

Level3 (graphié LEVEL3 ; trad : Niveau 3) est le quatrième album studio (sixième au total) du groupe pop féminin japonais Perfume.
Il est aussi le premier album du groupe sous le label Universal Music Japan et le cinquième produit par Yasutaka Nakata, DJ du groupe Capsule.

## Détails de l'album
Il sort le 2 octobre 2013 en deux éditions: l'édition régulière avec un CD seulement et l'édition limitée avec un CD plus un DVD contenant le clip d'une chanson inédite de l'album.
L'album comprend alors 14 titres et il est confirmé que tous les singles publiés de 2012 à 2013 seront inclus dans l'album comme Spring of Life, Spending All My Time, Mirai no Museum et Magic of Love, comme ainsi des chansons inédites. Mais l'album ne comprendra pas les chansons Communication et Hurly Burly, qui sont respectivement des faces-B des singles Spring of Life et Spending All My Time.
Il comprendra, en revanche, les autres chansons suivantes des singles : Daijobanai (de Mirai no Museum), Handy Man (Magic of Love) et Point (de Spending All My Time).
Les singles Spring of Life, Spending All My Time et Magic of Love seront réenregistrés sous une autre version pour l'album.
L'album s'est vendu au Japon à 87 640 copies durant la première semaine de vente. 
Il sort en France sous le label Polydor le 21 octobre 2013. Il sera aussi disponible à Taïwan, en Angleterre et en Allemagne. Il est cependant le premier album studio du groupe à être promu dans des pays étrangers.

## Interprètes
- Ayano Ōmoto (大本 彩乃)
- Yuka Kashino (樫野 有香)
- Ayaka Nishiwaki (西脇 綾香)

## Liste des titres
Toutes les chansons sont écrites et composées par Yasutaka Nakata.
| 1.  | Enter the Sphere                         |                      |      |
| 2.  | Spring of Life (Album-mix)               | 15e single           |      |
| 3.  | Magic of Love (Album-mix)                | 18e single           |      |
| 4.  | Clockwork                                |                      |      |
| 5.  | 1mm                                      |                      |      |
| 6.  | Mirai no Museum (未来のミュージアム)     | 17e single           |      |
| 7.  | Party Maker                              |                      |      |
| 8.  | Furikaeru to Iru Yo (ふりかえるといるよ) |                      |      |
| 9.  | Point (ポイント)                         | face B du 16e single | 3:48 |
| 10. | Daijo Banai (だいじょばない)             | face B du 17e single | 3:02 |
| 11. | Handy Man                                | face B du 18e single | 4:07 |
| 12. | Sleeping Beauty                          |                      |      |
| 13. | Spending all my time (Album-mix)         | 16e single           |      |
| 14. | Dream Land                               |                      |      |

| 1. | 1mm -Video Clip- |  |
| 2. | "Zutto Suki Dattan Jakee~Sasurai no Menkata Perfume FES!!" Memorial ♡ (「ずっと好きだったんじゃけぇ～さすらいの麺カタPerfume FES!!」メモリアル♡) |  |
| 3. | "Perfume no Tadatada Radio ga Suki dakara Radio!" (「Perfumeのただただラジオが好きだからレイディオ！」)                                          |  |